# پتسنکیرشن
پتسنکیرشن (به آلمانی: Petzenkirchen) یک منطقهٔ مسکونی در اتریش است که در ناحیه ملک واقع شده‌است. پتسنکیرشن ۱٬۲۹۶ نفر جمعیت دارد.